# Mirror Mirror (саундтрек)
Mirror Mirror: Original Motion Picture Soundtrack — альбом саундтреків до однойменного фільму «Relativity Media» 2012 року з 15 музичними композиціями, написаними Аланом Менконом. В саундтрек також увійшли дві версії пісні «I Believe In Love», виконаної Лілі Коллінз.

## Про альбом

### I Believe In Love
Пісня «I Believe In Love» була спочатку написана в 1970 році Ніною Гарт, співачкою, авторкою пісень, актрисою театру і телебачення (тоді працювала в нью-йоркській музичній видавничій компанії «Golden Bough Productions»). Пісня була однією з кількох написаних Гарт для режисера Мілоша Формана, щоб розглянути її для свого фільму «Taking Off». Вона виконала пісню у фільмі Формана, зігравши персонажа на прослуховуванні. Запис Гарт став хітом в Італії і пізніше був переспіваний іранською співачкою Ґуґуш. Тарсем Сінгх, який не знав, що ця пісня вже використовувалася у фільмі, вибрав її для музичного фіналу в стилі Боллівуду у фільмі «Білосніжка: Помста гномів», бо його дочці сподобалася ця пісня, коли він зіграв її для неї, рік перед виходом фільму.

## Список композицій
Автор музики Алан Менкен, якщо не вказано інше. 
| Білосніжка: Помста гномів — оригінальний саундтрек до фільму | Білосніжка: Помста гномів — оригінальний саундтрек до фільму | Білосніжка: Помста гномів — оригінальний саундтрек до фільму |
| #                                                            | Назва                                                        | Тривалість                                                   |
| ------------------------------------------------------------ | ------------------------------------------------------------ | ------------------------------------------------------------ |
| 1.                                                           | «Opening»                                                    | 3:43                                                         |
| 2.                                                           | «Snow White And The Kingdom»                                 | 3:09                                                         |
| 3.                                                           | «Love At First Sight»                                        | 2:16                                                         |
| 4.                                                           | «Beauty Treatment»                                           | 1:10                                                         |
| 5.                                                           | «The Ball»                                                   | 2:26                                                         |
| 6.                                                           | «The Queen Wants Snow Killed»                                | 2:51                                                         |
| 7.                                                           | «The Dwarves»                                                | 2:41                                                         |
| 8.                                                           | «Seduction»                                                  | 1:52                                                         |
| 9.                                                           | «The Training»                                               | 2:15                                                         |
| 10.                                                          | «Dueling»                                                    | 4:46                                                         |
| 11.                                                          | «Love Potion»                                                | 3:25                                                         |
| 12.                                                          | «Mannequin Attack»                                           | 3:23                                                         |
| 13.                                                          | «Breaking The Spell»                                         | 4:11                                                         |
| 14.                                                          | «Beast»                                                      | 6:44                                                         |
| 15.                                                          | «Happy End»                                                  | 5:51                                                         |
| 16.                                                          | «I Believe In Love (Mirror Mirror Mix)» (Лілі Коллінз)       | 2:43                                                         |
| 17.                                                          | «I Believe In Love (Evil Queen Mix)» (Лілі Коллінз)          | 2:58                                                         |
| 56:14                                                        |                                                              |                                                              |